# Okręg wyborczy nr 2 do Parlamentu Europejskiego w Polsce
Okręg wyborczy nr 2 do Parlamentu Europejskiego w Polsce – okręg wyborczy obejmujący teren województwa kujawsko-pomorskiego, z siedzibą okręgowej komisji wyborczej w Bydgoszczy.

## Wyniki wyborów
| Podział 1 mandatów: PO: 1 |

| Podział 3 mandatów: SLD–UP: 1 PO: 1 PiS: 1 |

| Podział 3 mandatów: SLD–UP: 1 PO: 1 PiS: 1 |

| Podział 2 mandatów: KE: 1 PiS: 1 |

| Podział 2 mandatów: KO: 1 PiS: 1 |

## Reprezentanci okręgu
| PE   | Rok  | Poseł KW         | Poseł KW                      | Poseł KW        | Poseł KW | Poseł KW         | Poseł KW |
| ---- | ---- | ---------------- | ----------------------------- | --------------- | -------- | ---------------- | -------- |
| VI   | 2004 |                  | T. Zwiefka PO                 | —               | —        | —                | —        |
| VII  | 2009 |                  | T. Zwiefka PO                 | J. Zemke SLD–UP |          | R. Czarnecki PiS |          |
| VIII | 2014 | K. Złotowski PiS | T. Zwiefka PO                 | J. Zemke SLD–UP |          |                  |          |
| IX   | 2019 | K. Złotowski PiS |                               | R. Sikorski KE  | —        | —                |          |
| IX   | 2024 | K. Złotowski PiS | K. Brejza KE (2019) KO (2024) |                 | —        | —                |          |
| X    | 2024 | K. Złotowski PiS | K. Brejza KE (2019) KO (2024) |                 | —        | —                |          |

### Wybory do Parlamentu Europejskiego 2004
| Komitet wyborczy                                      | Komitet wyborczy                                                      | Głosów | %     | Mandaty | Wybrani posłowie |
| ----------------------------------------------------- | --------------------------------------------------------------------- | ------ | ----- | ------- | ---------------- |
|                                                       | Platforma Obywatelska RP                                              | 70 193 | 24,02 | 1       | Tadeusz Zwiefka  |
|                                                       | Liga Polskich Rodzin                                                  | 46 221 | 15,82 | –       |                  |
|                                                       | Samoobrona Rzeczpospolitej Polskiej                                   | 34 483 | 11,80 | –       |                  |
|                                                       | Unia Wolności                                                         | 31 436 | 10,76 | –       |                  |
|                                                       | KKW Sojusz Lewicy Demokratycznej – Unia Pracy                         | 31 330 | 10,72 | –       |                  |
|                                                       | Prawo i Sprawiedliwość                                                | 26 711 | 9,14  | –       |                  |
|                                                       | Polskie Stronnictwo Ludowe                                            | 20 256 | 6,93  | –       |                  |
|                                                       | KWW Socjaldemokracji Polskiej                                         | 14 189 | 4,86  | –       |                  |
|                                                       | Unia Polityki Realnej                                                 | 4813   | 1,65  | –       |                  |
|                                                       | KKW Krajowa Partia Emerytów i Rencistów – Partia Ludowo-Demokratyczna | 3554   | 1,22  | –       |                  |
|                                                       | Inicjatywa dla Polski                                                 | 3327   | 1,14  | –       |                  |
|                                                       | Narodowy KWW                                                          | 2061   | 0,70  | –       |                  |
|                                                       | KWW – Ogólnopolski Komitet Obywatelski „OKO”                          | 1862   | 0,64  | –       |                  |
|                                                       | Polska Partia Pracy                                                   | 1801   | 0,62  | –       |                  |
| Frekwencja: 18,69% Źródło: Państwowa Komisja Wyborcza |                                                                       |        |       |         |                  |

### Wybory do Parlamentu Europejskiego 2009
| Komitet wyborczy                                      | Komitet wyborczy                                                       | Głosów  | %     | Mandaty | Wybrani posłowie  |
| ----------------------------------------------------- | ---------------------------------------------------------------------- | ------- | ----- | ------- | ----------------- |
|                                                       | Platforma Obywatelska RP                                               | 162 556 | 43,08 | 1       | Tadeusz Zwiefka   |
|                                                       | KKW Sojusz Lewicy Demokratycznej – Unia Pracy                          | 79 400  | 21,04 | 1       | Janusz Zemke      |
|                                                       | Prawo i Sprawiedliwość                                                 | 73 183  | 19,40 | 1       | Richard Czarnecki |
|                                                       | Polskie Stronnictwo Ludowe                                             | 38 092  | 10,10 | –       |                   |
|                                                       | Samoobrona Rzeczpospolitej Polskiej                                    | 6958    | 1,84  | –       |                   |
|                                                       | KKW Porozumienie dla Przyszłości – CentroLewica (PD+SDPL+Zieloni 2004) | 4477    | 1,19  | –       |                   |
|                                                       | Prawica Rzeczypospolitej                                               | 3589    | 0,95  | –       |                   |
|                                                       | Libertas                                                               | 3277    | 0,87  | –       |                   |
|                                                       | Unia Polityki Realnej                                                  | 3265    | 0,86  | –       |                   |
|                                                       | Polska Partia Pracy                                                    | 2513    | 0,67  | –       |                   |
| Frekwencja: 23,36% Źródło: Państwowa Komisja Wyborcza |                                                                        |         |       |         |                   |

### Wybory do Parlamentu Europejskiego 2014
| Komitet wyborczy                                      | Komitet wyborczy                              | Głosów  | %     | Mandaty | Wybrani posłowie |
| ----------------------------------------------------- | --------------------------------------------- | ------- | ----- | ------- | ---------------- |
|                                                       | Platforma Obywatelska RP                      | 100 430 | 27,99 | 1       | Tadeusz Zwiefka  |
|                                                       | Prawo i Sprawiedliwość                        | 96 663  | 26,94 | 1       | Kosma Złotowski  |
|                                                       | KKW Sojusz Lewicy Demokratycznej – Unia Pracy | 74 833  | 20,86 | 1       | Janusz Zemke     |
|                                                       | Polskie Stronnictwo Ludowe                    | 32 507  | 9,06  | –       |                  |
|                                                       | Nowa Prawica – Janusza Korwin-Mikke           | 20 753  | 5,78  | –       |                  |
|                                                       | KKW Europa Plus Twój Ruch                     | 13 998  | 3,90  | –       |                  |
|                                                       | Solidarna Polska Zbigniewa Ziobro             | 9065    | 2,53  | –       |                  |
|                                                       | Polska Razem Jarosława Gowina                 | 6695    | 1,87  | –       |                  |
|                                                       | KWW Ruch Narodowy                             | 3819    | 1,06  | –       |                  |
| Frekwencja: 22,59% Źródło: Państwowa Komisja Wyborcza |                                               |         |       |         |                  |

### Wybory do Parlamentu Europejskiego 2019
| Komitet wyborczy                                      | Komitet wyborczy                                 | Głosów  | %     | Mandaty | Wybrani posłowie                    |
| ----------------------------------------------------- | ------------------------------------------------ | ------- | ----- | ------- | ----------------------------------- |
|                                                       | KKW Koalicja Europejska PO PSL SLD .N Zieloni    | 305 362 | 46,01 | 1       | Radosław Sikorski, Krzysztof Brejza |
|                                                       | Prawo i Sprawiedliwość                           | 260 408 | 39,24 | 1       | Kosma Złotowski                     |
|                                                       | Wiosna Roberta Biedronia                         | 39 412  | 5,94  | –       |                                     |
|                                                       | KWW Kukiz’15                                     | 25 694  | 3,87  | –       |                                     |
|                                                       | KWW Konfederacja KORWiN Braun Liroy Narodowcy    | 25 223  | 3,80  | –       |                                     |
|                                                       | KKW Lewica Razem – Partia Razem, Unia Pracy, RSS | 7533    | 1,14  | –       |                                     |
| Frekwencja: 41,75% Źródło: Państwowa Komisja Wyborcza |                                                  |         |       |         |                                     |

### Wybory do Parlamentu Europejskiego 2024
| Komitet wyborczy                                      | Komitet wyborczy                                                           | Głosów  | %     | Mandaty | Wybrani posłowie |
| ----------------------------------------------------- | -------------------------------------------------------------------------- | ------- | ----- | ------- | ---------------- |
|                                                       | KKW Koalicja Obywatelska                                                   | 241 737 | 44,38 | 1       | Krzysztof Brejza |
|                                                       | Prawo i Sprawiedliwość                                                     | 170 474 | 31,30 | 1       | Kosma Złotowski  |
|                                                       | Konfederacja Wolność i Niepodległość                                       | 55 789  | 10,24 | –       |                  |
|                                                       | KKW Trzecia Droga Polska 2050 Szymona Hołowni – Polskie Stronnictwo Ludowe | 43 482  | 7,98  | –       |                  |
|                                                       | KKW Lewica                                                                 | 25 660  | 4,71  | –       |                  |
|                                                       | KWW Bezpartyjni Samorządowcy – Normalna Polska w Normalnej Europie         | 4747    | 0,87  | –       |                  |
|                                                       | PolEXIT                                                                    | 1480    | 0,27  | –       |                  |
|                                                       | Polska Liberalna Strajk Przedsiębiorców                                    | 1309    | 0,24  | –       |                  |
| Frekwencja: 35,82% Źródło: Państwowa Komisja Wyborcza |                                                                            |         |       |         |                  |